# Украинская баскетбольная суперлига 1998/1999
8-й чемпионат Украины по баскетболу прошел с сентября 1998-го по апрель 1999-го года. Чемпионом Украины второй раз подряд стала одесская БИПА-Мода-СКА, обыгравшая в пятиматчевой финальной серии киевский ЦСКА-Рико.

## Ключевые переходы
| Игрок                     | Откуда             | Куда               | Примечание |
| ------------------------- | ------------------ | ------------------ | ---------- |
| Андрей Подковыров         | Денди-Баскет       | ЦСКА-Рико          | тренер     |
| Юрий Селихов              | БИПА-Мода-СКА      | БК Самара          | тренер     |
| Леонид Яйло               | БИПА-Мода-СКА      | БК Самара          |            |
| Александр Окунский        | БИПА-Мода-СКА      | Дарюшшафака        |            |
| Григорий Хижняк           | Будивельник        | Автодор            |            |
| Геннадий Успенский        | Будивельник        | БИПА-Мода-СКА      |            |
| Дмитрий Приходько         | Будивельник        | Нефтехим-Аваль     | до ноября  |
| Владимир Холопов          | Будивельник        | ЦСКА-Рико          |            |
| Игорь Молчанов            | Будивельник        | ЦСКА-Рико          |            |
| Дмитрий Кораблев          | Денди-Баскет       | ЦСКА-Рико          |            |
| Ярослав Зубрицкий         | Денди-Баскет       | ЦСКА-Рико          |            |
| Дмитрий Брянцев           | Денди-Баскет       | Хапоэль Гиватаим   |            |
| Евгений Мурзин            | Денди-Баскет       | Интер Словнафт     |            |
| Сергей Завалин            | Спартак            | Шахтер             |            |
| Роман Дорошенко (Вареник) | Нефтехим-Аваль     | Спартак            |            |
| Сергей Пинчук             | СК Николаев        | БИПА-Мода-СКА      |            |
| Виктор Бирюков            | Локомотив          | Спартак            |            |
| Евгений Анненков          | Денди-Баскет       | Динамо             |            |
| Дмитрий Марков            | Денди-Баскет       | Динамо             |            |
| Олег Козорез              | Денди-Баскет       | Динамо             |            |
| Денис Синицкий            | Денди-Баскет       | Динамо             |            |
| Алексей Борисенко         | Денди-Баскет       | Динамо             |            |
| Виктор Савченко           | Денди-Баскет       | Локомотив          |            |
| Станислав Медведенко      | Будивельник (Киев) | Алита              | в ноябре   |
| Дмитрий Брянцев           | Хапоэль Гиватайм   | Будивельник (Киев) | в декабре  |
| Роман Дорошенко (Вареник) | Спартак            | БИПА-Мода-СКА      | в декабре  |
| Дмитрий Приходько         | Нефтехим-Аваль     | Будивельник (Киев) | в январе   |
| Денис Журавлев            | Локомотив          | Будивельник (Киев) | в январе   |
| Виктор Кобзистый          | Самара-2           | ЦСКА-Рико          | в январе   |

## Составы команд

### БИПА-Мода-СКА (Одесса)
Вадим Пудзырей, Олег Юшкин, Игорь Харченко, Геннадий Кузнецов, Геннадий Успенский, Кирилл Скуматов, Станислав Балашов, Михаил Мельников, Евгений Вахмин, Вадим Матюкевич, Максим Киселюк, Александр Бахмет, Станислав Сидней; Сергей Половко (Будивельник), Владимир Шевченко, Сергей Пинчук (Польша)
Тренер: Виталий Лебединцев

### Будивельник (Киев)
Александр Низкошапка, Сергей Пржеорский, Станислав Медведенко, Роман Руссу, Олег Тимошенко, Андрей Журавель, Анатолий Мохов, Александр Холоденко, Антон Вакуленко, Павел Косюк, Павел Гукасов, Артем Семененко, Эдуард Шушкевич, Дмитрий Брянцев, Дмитрий Приходько, Денис Журавлев
Тренер: Геннадий Защук

### СК Николаев
Александр Раевский, Алексей Бесков, Андрей Лебедев, Владимир Полях, Леонид Срибный, Александр Чаусов, Виктор Заболотный, Константин Фурман, Андрей Сухотин, Сергей Войтович, Сергей Нетреба, Алексей Повенский, Денис Никитин, Василий Порохненко
Тренер: Валентин Берестнев

### Шахтер (Донецк)
Олег Ткач, Дмитрий Малоштан, Сергей Завалин, Андрей Герасимов, Андрей Ботичев, Игорь Васильченко, Андрей Капинос, Вадислав Шлеев, Владимир Гуртовой, Владимир Грузин, Андрей Ищук
Тренер: Валерий Дроздов

### ЦСКА-Рико (Киев)
Игорь Ватажок, Вячеслав Евстратенко, Владимир Рыжик, Владимир Холопов, Ярослав Зубрицкий, Дмитрий Кораблев, Олег Рубан, Игорь Молчанов, Алексей Полторацкий, Денис Ушаков, Максим Цымох, Виктор Кобзистый
Тренер: Андрей Подковыров

### Спартак (Луганск)
Александр Кравченко, Игорь Чигринов, Сергей Антоненко, Андрей Шалкиев, Андрей Секацкий, Александр Новак, Александр Хомченко, Александр Степаненко, Андрей Бондаренко, Марк Марков, Сергей Киященко, Алексей Федоров, Сергей Цыцора, Александр Безуглов; Роман Дорошенко (БИПА-Мода-СКА), Леонид Жуков (Львовская Политехника), Виктор Бирюков (Локомотив, Россия)
Тренер: Владислав Пустогаров; Владимир Брюховецкий

### Ферро (Запорожье)
Александр Пащенко, Тарас Артеменко, Валерий Петренко, Кирилл Погостинский, Сергей Новак, Александр Горстка, Дмитрий Щиглинский, Руслан Бессонов, Максим Расстрыга, Максим Чмиль, Юрий Зиминов, Сергей Широбоков; Павел Хивренко
Тренер: Александр Широбоков

### Нефтехим-Аваль (Белая Церковь)
Андрей Шаптала, Эдуард Арделян, Владимир Гамов, Андрей Фирсов, Сергей Петрученко, Сергей Федоренко, Дмитрий Мягкий, Сергей Бейчук, Владимир Телегин, Александр Бутвиновский, Алексей Захаренко, Дмитрий Лазаренко, Максим Ткач, Андрей Фирсов, Андрей Костко, Леван Карабаки, Ираклий Майсурадзе, Константин Галенкин; Дмитрий Приходько
Тренер: Вадим Гладун (до октября); Александр Федоренко (до января); Андрей Шаптала

### Азовбаскет (Мариуполь)
Алексей Янгичер, Петр Подтыкан, Сергей Москаленко, Виталий Черний, Александр Кислицын, Андриан Гавриков, Роман Иванченко, Сергей Зеневич, Евгений Подорванный, Филипп Епифанцев, Вячеслав Глазов, Николай Здырка, Александр Кузнецов, Юрий Шаповалов
Тренер: Валентин Романец

### Динамо (Днепропетровск)
Евгений Анненков, Алексей Балашов, Олег Козорез, Виктор Гарбуз, Станислав Каковкин, Сергей Кошевой, Константин Костелко, Андрей Курочек, Валерий Михальченко, Алексей Борисенко, Юрий Бородин, Дмитрий Марков, Константин Шакула, Александр Алексеенко, Станислав Сокур, Даниил Козлов; Денис Синицкий (Автодор)
Тренер: Ефим Таслицкий

## Кубок Украины
В Кубке Украины согласилось принять участие восемь команд, которые 27-29 августа провели первый раунд соревнования в Полтаве и Николаеве. «Финал четырёх» состоялся в киевском спорткомплексе ЦСКА. ЦСКА-Рико стал двукратным обладателем трофея.

### Отбор в Полтаве
| № | Команда            | В | П |
| - | ------------------ | - | - |
| 1 | ЦСКА-Рико (Киев)   | 3 | 0 |
| 2 | Будивельник (Киев) | 2 | 1 |
| 3 | Возко (Вознесенск) | 1 | 2 |
| 4 | Полтава-Баскет     | 0 | 3 |

### Отбор в Николаеве
| № | Команда                        | В | П |
| - | ------------------------------ | - | - |
| 1 | СК Николаев                    | 3 | 0 |
| 2 | БИПА-Мода-СКА (Одесса)         | 2 | 1 |
| 3 | Нефтехим-Аваль (Белая Церковь) | 1 | 2 |
| 4 | БИПА-Мода-СКА-2 (Одесса)       | 0 | 3 |

### Финал четырёх

#### Полуфиналы
| 1 сентября |                                                                            | ЦСКА-Рико | 88:55                                       | БИПА-Мода-СКА | Киев, СК ЦСКА Зрителей: 250 |
| 1 сентября | Счёт по половинам: 43:25, 45:30.                                           |           |                                             |               | Киев, СК ЦСКА Зрителей: 250 |
| 1 сентября | Владимир Холопов (16), Алексей Полторацкий (11), Вячеслав Евстратенко (10) | Очки      | Станислав Балашов (16), Игорь Харченко (12) |               | Киев, СК ЦСКА Зрителей: 250 |

| 1 сентября |                                                                      | СК Николаев | 84:68                                                                  | Будивельник | Киев, СК ЦСКА Зрителей: 150 |
| 1 сентября | Счёт по половинам: 35:41, 49:27.                                     |             |                                                                        |             | Киев, СК ЦСКА Зрителей: 150 |
| 1 сентября | Константин Фурман (24), Александр Раевский (22), Андрей Лебедев (14) | Очки        | Станислав Медведенко (23), Александр Низкошапка (18), Роман Руссу (13) |             | Киев, СК ЦСКА Зрителей: 150 |

#### Финал
| 2 сентября |                                                                      | ЦСКА-Рико | 71:47                                           | СК Николаев | Киев, СК ЦСКА Зрителей: 300 |
| 2 сентября | Счёт по половинам: 38:24, 33:23.                                     |           |                                                 |             | Киев, СК ЦСКА Зрителей: 300 |
| 2 сентября | Алексей Полторацкий (11), Владимир Рыжик (10), Владимир Холопов (10) | Очки      | Александр Раевский (13), Константин Фурман (11) |             | Киев, СК ЦСКА Зрителей: 300 |

- Лучшим игроком Кубка Украины был признан защитник ЦСКА-Рико Владимир Холопов.

## Регулярный чемпионат

### Турнирная таблица
| №  | Команда                        | В  | П  |
| -- | ------------------------------ | -- | -- |
| 1  | ЦСКА-Рико (Киев)               | 31 | 5  |
| 2  | БИПА-Мода-СКА (Одесса)         | 27 | 9  |
| 3  | СК Николаев                    | 27 | 9  |
| 4  | Ферро (Запорожье)              | 19 | 17 |
| 5  | Шахтер (Донецк)                | 18 | 18 |
| 6  | Будивельник (Киев)             | 17 | 19 |
| 7  | Динамо (Днепропетровск)        | 15 | 21 |
| 8  | Спартак (Луганск)              | 13 | 23 |
| 9  | Азовбаскет (Мариуполь)         | 10 | 26 |
| 10 | Нефтехим-Аваль (Белая Церковь) | 3  | 33 |

- Нефтехим-Аваль (Белая Церковь) занял последнее место в чемпионате и вылетел в Высшую лигу.

### Лидеры Суперлиги
Очки в среднем за игру
1. Андрей Шаптала (Нефтехим-Аваль) — 22,5
2. Сергей Антоненко (Спартак) — 22,0
3. Константин Фурман (Николаев) — 19,9
4. Сергей Завалин (Шахтер) — 18,5
5. Александр Пащенко (Ферро) — 18,2
6. Петр Подтыкан (Азовбаскет) — 18,0
7. Сергей Пржеорский (Будивельник) — 17,5
8. Александр Раевский (СК Николаев) — 17,2
9. Вадим Пудзырей (БИПА-Мода-СКА) — 17,1
10. Дмитрий Брянцев (Будивельник) — 17,1

## Второй этап
Круговой турнир, в котором каждая из команд сыграла по пять матчей, состоялся в киевском спорткомплексе «Меридиан» с 31 марта по 4 апреля. Четыре лучшие команды вышли в плей-офф Суперлиги.
| № | Команда                | В  | П  |
| - | ---------------------- | -- | -- |
| 1 | ЦСКА-Рико (Киев)       | 36 | 5  |
| 2 | БИПА-Мода-СКА (Одесса) | 31 | 10 |
| 3 | СК Николаев            | 30 | 11 |
| 4 | Будивельник (Киев)     | 19 | 22 |
| 5 | Шахтер (Донецк)        | 19 | 22 |
| 6 | Ферро (Запорожье)      | 19 | 22 |

## Плей-офф

### Полуфиналы
ЦСКА-Рико — Будивельник (2:0)
| 9 апреля |                                           | Будивельник | 64:86                                                                                  | ЦСКА-Рико | Киев, СК "Меридиан" Зрителей: 700 |
| 9 апреля | Счёт по половинам: 29:40, 35:46.          |             |                                                                                        |           | Киев, СК "Меридиан" Зрителей: 700 |
| 9 апреля | Сергей Половко (19), Дмитрий Брянцев (11) | Очки        | Дмитрий Кораблев (18), Игорь Молчанов (12), Олег Рубан (11), Вячеслав Евстратенко (11) |           | Киев, СК "Меридиан" Зрителей: 700 |

| 14 апреля |                                                                   | ЦСКА-Рико | 87:80                                                             | Будивельник | Киев, СК "Меридиан" Зрителей: 700 |
| 14 апреля | Счёт по половинам: 38:44, 39:33.                                  |           |                                                                   |             | Киев, СК "Меридиан" Зрителей: 700 |
| 14 апреля | Дмитрий Кораблев (23), Вячеслав Евстратенко (18), Олег Рубан (14) | Очки      | Денис Журавлев (22), Дмитрий Брянцев (14), Сергей Пржеорский (12) |             | Киев, СК "Меридиан" Зрителей: 700 |

БИПА-Мода — СК Николаев (2:1)
| 9 апреля |                                                                        | СК Николаев | 85:68                                                              | БИПА-Мода-СКА | Николаев, СК "Надежда" Зрителей: 1700 |
| 9 апреля | Счёт по половинам: 26:41, 33:25.                                       |             |                                                                    |               | Николаев, СК "Надежда" Зрителей: 1700 |
| 9 апреля | Александр Раевский (19), Александр Чаусов (18), Константин Фурман (16) | Очки        | Игорь Харченко (22), Геннадий Успенский (10), Роман Дорошенко (10) |               | Николаев, СК "Надежда" Зрителей: 1700 |

| 14 апреля |                                                                  | БИПА-Мода-СКА | 94:68                                                                   | СК Николаев | Одесса, Дворец спорта Зрителей: 2600 |
| 14 апреля | Счёт по половинам: 38:33, 56:35.                                 |               |                                                                         |             | Одесса, Дворец спорта Зрителей: 2600 |
| 14 апреля | Геннадий Успенский (20), Геннадий Кузнецов (16), Олег Юшкин (14) | Очки          | Александр Раевский (24), Александр Чаусов (18), Константин Фурман (17). |             | Одесса, Дворец спорта Зрителей: 2600 |

| 15 апреля |                                                                                     | БИПА-Мода-СКА | 81:69                                                                | СК Николаев | Одесса, Дворец спорта Зрителей: 2900 |
| 15 апреля | Счёт по половинам: 48:40, 33:29.                                                    |               |                                                                      |             | Одесса, Дворец спорта Зрителей: 2900 |
| 15 апреля | Олег Юшкин (17), Геннадий Успенский (16), Роман Дорошенко (15), Вадим Пудзырей (13) | Очки          | Андрей Лебедев (18), Александр Чаусов (17), Александр Раевский (16). |             | Одесса, Дворец спорта Зрителей: 2900 |

### Серия за третье место
СК Николаев — Будивельник (2:3)
| 20 апреля |                                                                      | СК Николаев | 64:60                                                             | Будивельник | Николаев, СК "Надежда" Зрителей: 1600 |
| 20 апреля | Счёт по половинам: 37:38, 27:22.                                     |             |                                                                   |             | Николаев, СК "Надежда" Зрителей: 1600 |
| 20 апреля | Александр Раевский (18), Андрей Лебедев (15), Константин Фурман (13) | Очки        | Сергей Пржеорский (12), Дмитрий Брянцев (12), Денис Журавлев (12) |             | Николаев, СК "Надежда" Зрителей: 1600 |

| 24 апреля |                                                                   | Будивельник | 79:76                                           | СК Николаев | Киев, СК "Меридиан" Зрителей: 500 |
| 24 апреля | Счёт по половинам: 32:33, 47:43.                                  |             |                                                 |             | Киев, СК "Меридиан" Зрителей: 500 |
| 24 апреля | Сергей Пржеорский (21), Денис Журавлев (16), Дмитрий Брянцев (15) | Очки        | Александр Раевский (30), Константин Фурман (11) |             | Киев, СК "Меридиан" Зрителей: 500 |

| 25 апреля |                                                                                           | Будивельник | 74:68                                                                  | СК Николаев | Киев, СК "Меридиан" Зрителей: 800 |
| 25 апреля | Счёт по половинам: 28:27, 46:41.                                                          |             |                                                                        |             | Киев, СК "Меридиан" Зрителей: 800 |
| 25 апреля | Анатолий Мохов (13), Дмитрий Брянцев (12), Александр Низкошапка (12), Денис Журавлев (12) | Очки        | Константин Фурман (25), Александр Раевский (15), Александр Чаусов (12) |             | Киев, СК "Меридиан" Зрителей: 800 |

| 29 апреля |                                                                      | СК Николаев | 75:70                                       | Будивельник | Николаев, СК "Надежда" Зрителей: 1600 |
| 29 апреля | Счёт по половинам: 35:32, 40:38.                                     |             |                                             |             | Николаев, СК "Надежда" Зрителей: 1600 |
| 29 апреля | Александр Раевский (23), Константин Фурман (14), Алексей Бесков (12) | Очки        | Денис Журавлев (20), Сергей Пржеорский (20) |             | Николаев, СК "Надежда" Зрителей: 1600 |

| 30 апреля |                                                                     | СК Николаев | 88:98                                       | Будивельник | Николаев, СК "Надежда" Зрителей: 1600 |
| 30 апреля | Счёт по половинам: 42:54, 46:44.                                    |             |                                             |             | Николаев, СК "Надежда" Зрителей: 1600 |
| 30 апреля | Александр Раевский (32), Андрей Лебедев (16), Александр Чаусов (15) | Очки        | Денис Журавлев (27), Сергей Пржеорский (21) |             | Николаев, СК "Надежда" Зрителей: 1600 |

### Финал
ЦСКА-Рико — БИПА-Мода (2:3)
| 20 апреля |                                                | ЦСКА-Рико | 70:72                                                                              | БИПА-Мода-СКА | Киев, СК "Меридиан" Зрителей: 700 |
| 20 апреля | Счёт по половинам: 39:39, 31:33.               |           |                                                                                    |               | Киев, СК "Меридиан" Зрителей: 700 |
| 20 апреля | Вячеслав Евстратенко (28), Игорь Молчанов (11) | Очки      | Геннадий Успенский (20), Игорь Харченко (12), Олег Юшкин (12), Вадим Пудзырей (12) |               | Киев, СК "Меридиан" Зрителей: 700 |

| 24 апреля |                                                               | БИПА-Мода-СКА | 79:88                                                          | ЦСКА-Рико | Одесса, Дворец спорта Зрителей: 2900 |
| 24 апреля | Счёт по половинам: 44:45, 35:43.                              |               |                                                                |           | Одесса, Дворец спорта Зрителей: 2900 |
| 24 апреля | Вадим Пудзырей (18), Олег Юшкин (17), Геннадий Успенский (14) | Очки          | Вячеслав Евстратенко (16), Олег Рубан (15), Игорь Ватажок (14) |           | Одесса, Дворец спорта Зрителей: 2900 |

| 25 апреля |                                                                                     | БИПА-Мода-СКА | 89:85                                                                 | ЦСКА-Рико | Одесса, Дворец спорта Зрителей: 2900 |
| 25 апреля | Счёт по половинам: 28:43, 61:42.                                                    |               |                                                                       |           | Одесса, Дворец спорта Зрителей: 2900 |
| 25 апреля | Олег Юшкин (20), Вадим Пудзырей (17), Михаил Мельников (17), Геннадий Кузнецов (17) | Очки          | Вячеслав Евстратенко (21), Владимир Холопов (17), Игорь Молчанов (16) |           | Одесса, Дворец спорта Зрителей: 2900 |

| 29 апреля |                                                                                                 | ЦСКА-Рико | 68:67                                                            | БИПА-Мода-СКА | Киев, СК "Меридиан" Зрителей: 800 |
| 29 апреля | Счёт по половинам: 33:37, 35:30.                                                                |           |                                                                  |               | Киев, СК "Меридиан" Зрителей: 800 |
| 29 апреля | Ярослав Зубрицкий (12), Вячеслав Евстратенко (12), Владимир Холопов (11), Дмитрий Кораблев (11) | Очки      | Геннадий Успенский (22), Геннадий Кузнецов (18), Олег Юшкин (11) |               | Киев, СК "Меридиан" Зрителей: 800 |

| 30 апреля |                                             | ЦСКА-Рико | 67:78                                                         | БИПА-Мода-СКА | Киев, СК "Меридиан" Зрителей: 800 |
| 30 апреля | Счёт по половинам: 25:39, 42:39.            |           |                                                               |               | Киев, СК "Меридиан" Зрителей: 800 |
| 30 апреля | Игорь Молчанов (16), Ярослав Зубрицкий (10) | Очки      | Вадим Пудзырей (17), Олег Юшкин (16), Геннадий Успенский (16) |               | Киев, СК "Меридиан" Зрителей: 800 |

## Номинации сезона Суперлиги
- MVP сезона — Леонид Яйло (БИПА-Мода-СКА)

Символическая сборная чемпионата (по версии газеты «Команда»):
- Александр Раевский (СК Николаев)
- Вадим Пудзырей (БИПА-Мода-СКА)
- Денис Журавлев (Будивельник)
- Геннадий Успенский (БИПА-Мода-СКА)
- Константин Фурман (СК Николаев)

Другие номинации:
- Лучший тренер сезона — Виталий Лебединцев (БИПА-Мода-СКА)
- Открытие сезона — Денис Ушаков (ЦСКА-Рико)
- Надежда сезона — Дмитрий Почтарь (Будивельник)

## Высшая лига
- Соревнования прошли в два круга. Формат спаренных матчей.

| №  | Команда                          | В  | П  |
| -- | -------------------------------- | -- | -- |
| 1  | БК Львовская Политехника (Львов) | 33 | 7  |
| 2  | Полтава-Баскет                   | 31 | 9  |
| 3  | БК Пульсар (Ровно)               | 30 | 10 |
| 4  | Возко (Вознесенск)               | 24 | 16 |
| 5  | УВД (Харьков)                    | 24 | 16 |
| 6  | Флоаре (Бендеры, Молдова)        | 18 | 22 |
| 7  | Академия-КТУ (Кривой Рог)        | 17 | 23 |
| 8  | ХОВГУ (Харьков)                  | 15 | 25 |
| 9  | Универбаскет (Харьков)           | 13 | 27 |
| 10 | Коксохим-Сталь (Алчевск)         | 10 | 30 |
| 11 | Грифоны (Симферополь)            | 5  | 35 |

- БК Львовская Политехника завоевала путевку в Суперлигу.
- Полтава-Баскет получила право сыграть переходные матчи за право выступать в Суперлиге с Азовбаскетом.

### Матчи за право выступать в Суперлиге
| Команда 1      | Счет  | Команда 2              |
| -------------- | ----- | ---------------------- |
| Полтава-Баскет | 77:87 | Азовбаскет (Мариуполь) |
| Полтава-Баскет | 78:87 | Азовбаскет (Мариуполь) |

## Первая лига
- Соревнования прошли в два круга. Формат спаренных матчей.

| №  | Команда                         | В  | П  |
| -- | ------------------------------- | -- | -- |
| 1  | Восход (Горловка)               | 28 | 2  |
| 2  | Локомотив (Симферополь)         | 25 | 5  |
| 3  | ЦСКА-2                          | 23 | 7  |
| 4  | Ветеран-Баскет (Днепропетровск) | 20 | 10 |
| 5  | Баскет-98 (Докучаевск)          | 20 | 10 |
| 6  | Химпром-Агро (Сумы)             | 19 | 11 |
| 7  | Ферро-2 (Запорожье)             | 19 | 11 |
| 8  | Юность (Кременчуг)              | 13 | 17 |
| 9  | Химик (Южный)                   | 12 | 18 |
| 10 | БИПА-Мода-2 (Одесса)            | 12 | 18 |
| 11 | Политехник-МНТУ (Киев)          | 16 | 14 |
| 12 | Динамо-2 (Днепропетровск)       | 8  | 22 |
| 13 | УОР (Донецк)                    | 6  | 24 |
| 14 | Графика-М (Белая Церковь)       | 8  | 22 |
| 15 | ДИТМ (Краматорск)               | 6  | 24 |
| 16 | Юнис (Киев)                     | 3  | 27 |
| 17 | СК Николаев-2                   | -  | -  |

### Матчи за право выступать в Высшей лиге
| Команда 1               | Счет  | Команда 2               |
| ----------------------- | ----- | ----------------------- |
| Локомотив (Симферополь) | 83:74 | Грифоны (Симферополь)   |
| Грифоны (Симферополь)   | 76:83 | Локомотив (Симферополь) |